# Idiomas de Gabón

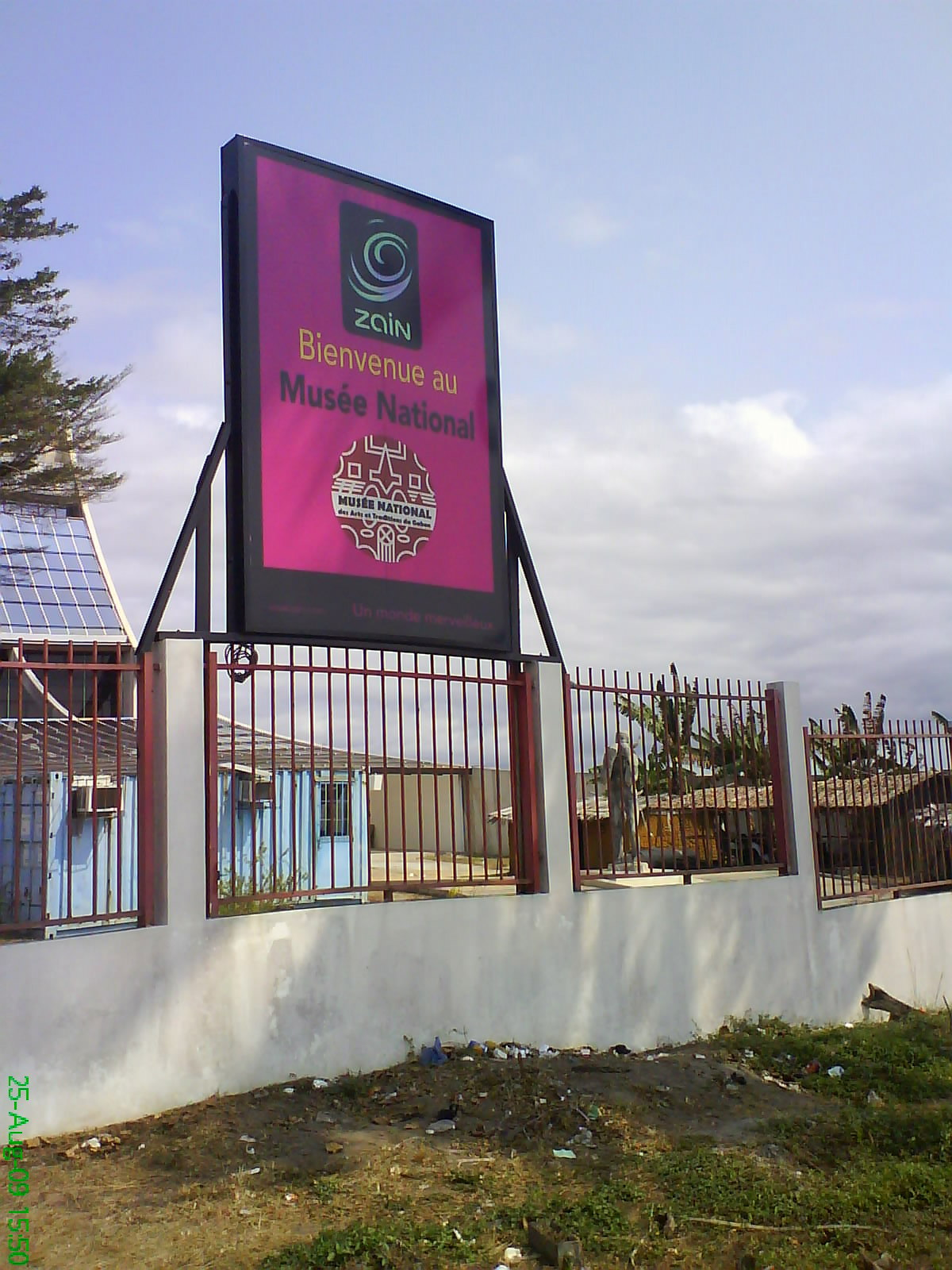
Cartel en francés en el Museo Nacional de Libreville.

Los idiomas de Gabón siguen el esquema de muchos otros países africanos que forman el África francófona: el único idioma oficial es el francés, pero el país es multilingüe y la mayoría de los gaboneses hablan otros idiomas. La lengua local más importante es el fang, hablado por el 32% de la población como lengua materna.

## Lengua francesa en Gabón
El francés es el idioma del sistema educativo. Antes de la Segunda Guerra Mundial, su uso era escaso y se limitaba a los trabajadores de los negocios y a los funcionarios. Tras la guerra, los colonos franceses desarrollaron programas para extender la educación primaria a toda la población gabonesa, y con ello extendieron su idioma en el país. En el censo de 1960-1961, el 47 % de los gaboneses de más de 14 años conocían ya el francés, y el 13 % estaban alfabetizados en dicho idioma. A finales del siglo XX, la alfabetización llegaba ya al 60 %.
Actualmente el 80% de la población gabonesa es fluidamente francófona, aunque generalmente como segundo idioma. Hay gran diferencia de uso según la región: en la capital Libreville, la tercera parte de la población son francófonos nativos, mientras que fuera de la capital el uso del francés es mucho menor. Más de diez mil personas de origen francés viven en Gabón y hay gran influencia de Francia en la cultura y en el comercio local.

## Lenguas nacionales
Las lenguas de origen africano de Gabón son del grupo de las lenguas bantúes, que se estima que llegaron al actual Gabón hace unos dos mil años y se han diferenciado en unos 40 idiomas, que se hablan pero rara vez se escriben. Misioneros de Estados Unidos y Francia desarrollaron desde la década de 1840 variaciones locales del alfabeto latino para dichos idiomas y tradujeron la Biblia a varios de ellos, pero la política colonial de promoción del francés ha hecho que, incluso en la actualidad, estos idiomas suelan ser únicamente hablados. Desde los años 1970, el gobierno gabonés ha promocionado el estudio y la investigación sobre estos idiomas.
Las tres lenguas locales principales son el fang, el mbere y el sira (eshira), cada uno con un 25–30% de los hablantes. Los demás idiomas locales no llegan al 10% de hablantes cada uno, algunos de ellos con solo unos miles de hablantes.

## Lenguas extranjeras
En Gabón apenas existe interés por el uso de lenguas foráneas distintas del francés, ya que el país se halla rodeado por otros países del África francófona y es el propio francés el que sirve como lengua de comunicación internacional. La única lengua extranjera que tiene cierto uso, por la proximidad de Nigeria, es el inglés. Este hecho fue objeto de polémica en 2012, cuando el portavoz de Ali Bongo en el congreso de la Organización Internacional de la Francofonía propuso declarar al inglés cooficial en Gabón, en respuesta a lo que consideraba un uso excesivo del inglés en conferencias internacionales por parte de los diplomáticos franceses.
El español es la segunda lengua extranjera más utilizada, siendo su uso muy usado en el conjunto del país pero especialmente importante en algunas zonas fronterizas con Guinea Ecuatorial. Al igual que el inglés, el español se puede estudiar en institutos públicos y privados repartidos por todo el territorio, pero al ser una materia optativa está condicionada por la disponibilidad de profesores. En la universidad su uso es escaso, siendo la institución más destacada en este ámbito el Departamento de Estudios Ibéricos y Latinoamericanos de la Universidad Omar Bongo, con 323 estudiantes en 2005. Junto con el inglés y español, otros idiomas disponibles en el sistema educativo son el alemán, italiano y árabe.

## Lista esquemática de idiomas
- Lenguas indoeuropeas
  - Lenguas romances
    - Francés (código ISO: fra)
- Lenguas nigerocongolesas
  - Beti
    - Fang (fng)

  - Lenguas kele-tsogo
    - Kendell (kbs)
    - Sake (sag)
    - Seki (syi)
    - Sighu (sxe)
    - Simba (sbw)
    - Tsogo (tsv)
    - Wumbvu (wum)

  - Lenguas makaa-njem
    - Bekwel (bkw)

  - Lenguas mbam
    - Bubi (buw)

  - Lenguas mbete
    - Kanin (kzo)

  - Lenguas nzebi
    - Duma (dma)
    - Tsaangi (tsa)
    - Wandji (wdd)

  - Lenguas sawabantúes
    - Benga (ben)
    - Yasa (yko)

  - Lenguas sira
    - Barama (bbg)
    - Bwisi (bwz)
    - Sangu (snq)
    - Sira (swj), también Eshira, Shira
    - Vili (vif)

  - Lenguas teke
    - Teke septentrional (teg)
    - Teke occidental (tez)
    - Vumbu (vum)
- Lenguas Ubangui
  - Lenguas ngbaka
    - Baka